# Перван Доњи
Перван Доњи (Доњи Перван) је насељено мјесто на подручју Бања Лука Република Српска, БиХ. Ово насељено мјесто припада мјесној заједници Голеши.

## Образовање и школство
На подручју Доњег Первана изграђена је и са радом 1961. године почела школа ( на Блажишту ) чији су први учитељи били брачни пар Дара и Бране Момић. Био је то објекат са двије учионице и станом за учитеља. У извјештају који је НО Општине Бронзани Мајдан 28.10.1961. године упутио просвјетно-педагошком заводу Бањалука у којем су достављени подаци о броју школа на терену општине каже се да школа у Доњем Первану још увјек не ради, али да ће иста са радом почети 1.11.1961. године „ради тога што је иста била у доградњи и није могла почети са 1. септембром ог-е“. Од 1962. године била је у саставу школе у Горњем Первану, од 1965/1966. школске године у саставу ОШ „Младен Сојановић“ у Бронзаном Мајдану, а од 1976. године у саставу ОШ „Милорад Умјеновић“ у Первану. Са радом је престала 1987. године. Од тог времена ученици са овог подручја наставу похађају у школском објекту у Горњем Первану.

## Становништво
|             | 2013.        | 1991.        | 1981.        | 1971.        |
| Укупно      | 272 (100,0%) | 672 (100,0%) | 802 (100,0%) | 876 (100,0%) |
| Срби        | 271 (99,63%) | 664 (98,81%) | 771 (96,13%) | 872 (99,54%) |
| Украјинци   | 1 (0,368%)   | –            | –            | –            |
| Остали      | –            | 4 (0,595%)   | 3 (0,374%)   | 3 (0,342%)   |
| Хрвати      | –            | 2 (0,298%)   | 2 (0,249%)   | –            |
| Бошњаци     | –            | 1 (0,149%)1  | 2 (0,249%)1  | –            |
| Југословени | –            | 1 (0,149%)   | 24 (2,993%)  | 1 (0,114%)   |

1. 1 На пописима од 1971. до 1991. Бошњаци су пописивани углавном као Муслимани.

## Знамените личности
- Милорад Умјеновић, народни херој Југославије
- Драженко Митровић, српски параолимпијац